# Wegen in Roemenië

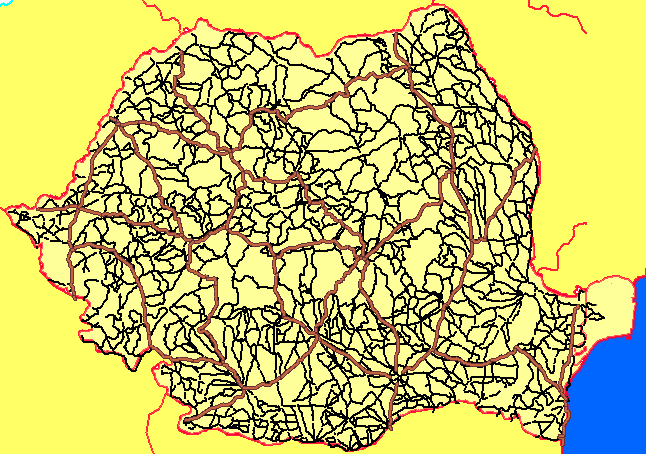
Wegen in Roemenië

De autosnelwegen en nationale wegen zijn de belangrijkste wegen van Roemenië.
Daarnaast zijn er nog de Europese wegen (E-wegen).

## Tol
Alle auto's moeten een tolvignet kopen om op de autosnelwegen en nationale wegen in Roemenië te mogen rijden. Dit vignet, genaamd rovignetă, kan bij tankstations en postkantoren worden gekocht.
Verder zijn er in principe geen tolwegen in Roemenië. Alleen voor een tweetal bruggen over de Donau dient men apart tol te betalen. Dit zijn de brug van de A2 bij Cernavodă en de brug van de DN2A bij Vadu Oii.

## Wegnummering
Er zijn vijf wegnummeringsklassen in Roemenië. Elke klasse is apart genummerd. De hoogste klasse zijn de autosnelwegen (Roemeens: autostrăzi). Daarna komen de Expreswegen (Drum Expres), nationale wegen (Roemeens: drumuri naționale), districtswegen (Roemeens: drumuri județene) en gemeentelijke wegen (Roemeens: drumuri comunale).
Elke klasse wordt aangegeven met een prefix, een letter die voor het wegnummer wordt gevoegd. Deze prefix verschijnt echter alleen bij de autosnelwegen op de bewegwijzering. De autosnelwegen worden aangegeven met de prefix 'A', de expreswegen met 'DEx' de nationale wegen met 'DN', de districtswegen met 'DJ' en de gemeentelijke wegen met 'DC'.
Opvallend aan de Roemeense wegnummering is het grote aantal suffixen. Deze geven aan dat de weg een aftakking van de hoofdroute is. Zo is de DN2B een aftakking van de DN2.
Naast deze nationale wegnummering is het land ook deelnemer van het E-routenetwerk. Deze wegen worden volgens de richtlijnen aangegeven met de prefix 'E' in een groen wegschild met witte letters.

### Autosnelwegen
Het autosnelwegennet van Roemenië wordt op dit moment met hulp van de Europese Unie snel uitgebreid. 
De autosnelwegen zijn chronologisch genummerd. De oudste weg is de A1 en een nieuwe weg krijgt het laagste vrije nummer. In 2014 zijn er vier autosnelwegen in Roemenië (A1 t/m A4) en twee geplande autosnelwegen (A5 en A6). Er zijn ook expreswegen (DEx6, DEX12, DEx16).

### Nationale wegen
De nationale wegen vormen een netwerk van niet-autosnelwegen die in het beheer zijn van de nationale overheid van het land. Deze wegen hebben vaak een belangrijke verbindingsfunctie doordat er maar weinig autosnelwegen in het land zijn.
Er zijn zeven nationale wegen die in de hoofdstad Boekarest beginnen. Dit zijn de DN1 tot en met DN7. Deze wegen lopen naar de grenzen van het land en verdelen het zo in zeven zones. De overige wegen zijn genummerd naar de zone waarin ze liggen. De DN14 ligt dus in zone 1 en de DN65 in zone 6. Aftakkingen van grotere wegen worden aangegeven door een letter als suffix aan het wegnummer toe te voegen. Zo is de DN22A een aftakking van de DN22 en de DN7C van de DN7.

### Europese wegen
Roemenië neemt deel aan het E-routenetwerk dat door geheel Europa loopt. Er lopen 19 E-wegen door het land:
| Nummer | Tracé in Roemenië | Nationaal nummer      |
| ------ | --- | --------------------- |
|        | Oekraïne - Halmeu - Suceava - Iași - Sculeni - Moldavië                                                                                      | 1C1722928B2824        |
|        | Hongarije - Cluj-Napoca - Turda - Târgu Mureș - Brașov - Ploiești - Boekarest - Slobozia - Constanța - Agigea                                | 11513122A3939A        |
|        | Hongarije - Arad - Deva - Sibiu - Brașov | 71                    |
|        | Servië - Timișoara - Caransebeș - Drobeta-Turnu Severin - Craiova - Pitești - Boekarest - Giurgiu - Bulgarije                                | 5965                  |
|        | Hongarije - Oradea - Beiuș - Deva - Petroșani - Târgu Jiu - Craiova - Calafat - Bulgarije                                                    | 176766656             |
|        | Oekraïne - Halmeu - Satu Mare - Zalău - Cluj-Napoca - Turda - Sebeș - Sibiu - Pitești - Boekarest - Lehliu - Fetești - Cernavodă - Constanța | 1C1919A1F17A1A222C3A2 |
|        | Oekraïne - Siret - Suceava - Roman - Urziceni - Boekarest - Giurgiu - Bulgarije                                                              | 25                    |
|        | Moldavië - Galați - Tulcea - Constanța - Bulgarije                                                                                           | 2B22B222A39           |
|        | Bacău - Brașov - Pitești - Craiova | 11173765              |
|        | Dej - Cluj-Napoca | 1C                    |
|        | Ploiești - Buzău | 1B                    |
|        | Sărățel – Reghin – Toplița – Gheorgheni – Miercurea-Ciuc – Sfântu Gheorghe - Chichiș                                                         | 15A1512               |
|        | Tișița - Tecuci - Albița | 2424B                 |
|        | Săbăoani - Iași - Moldavië | 2824                  |
|        | Moldavië - Galați - Slobozia | 2B22B2221             |
|        | Timișoara - Arad - Oradea - Satu Mare | 6979119               |
|        | Lugoj - Ilia | 68A                   |
|        | Agigea - Bulgarije | 38                    |
|        | Drobeta Turnu Severin - Servië | 6A                    |

Albanië · Andorra · Armenië · Azerbeidzjan · België · Bosnië en Herzegovina · Bulgarije · Cyprus · Denemarken · Duitsland · Estland · Finland · Frankrijk · Georgië · Griekenland · Hongarije · IJsland · Ierland · Italië · Kazachstan · Kroatië · Letland · Liechtenstein · Litouwen · Luxemburg · Malta · Moldavië · Monaco · Montenegro · Nederland · Noord-Macedonië · Noorwegen · Oekraïne · Oostenrijk · Polen · Portugal · Roemenië · Rusland · San Marino · Servië · Slovenië · Slowakije · Spanje · Tsjechië · Turkije · Vaticaanstad · Verenigd Koninkrijk · Wit-Rusland · Zweden · Zwitserland